# Amtsgericht Friedland (Ostpreußen)
Das Amtsgericht Friedland (Ostpreußen) war ein preußisches Amtsgericht mit Sitz in Friedland, Ostpreußen.

## Geschichte
Das königlich preußische Amtsgericht Friedland wurde mit Wirkung zum 1. Oktober 1879 als eines von 17 Amtsgerichten im Bezirk des Landgerichtes Bartenstein im Bezirk des Oberlandesgerichtes Königsberg gebildet. Der Sitz des Gerichtes war Friedland. Aufgelöst wurde die bisherige Gerichtskommission Friedland des Kreisgerichts Bartenstein. Sein Gerichtsbezirk umfasste aus dem Kreis Friedland der Stadtbezirk Friedland und die Amtsbezirke Abarten, Allenau, Althof, Böttchersdorf, Dietrichswalde, Karschau, Mertensdorf, Schönwalde, Großporwitten und Großwohnsdorf. Am Gericht bestand 1888 eine Richterstelle. Das Amtsgericht war damit ein kleines Amtsgericht im Landgerichtsbezirk.
Im Jahre 1945 wurden der Amtsgerichtsbezirk unter sowjetische Verwaltung gestellt und die deutschen Einwohner vertrieben. Damit endete auch die Geschichte des Amtsgerichtes Friedland.